# Paul Holsgrove
Paul Holsgrove (Wellington, 26 agosto 1969) è un ex calciatore inglese, di ruolo centrocampista.

## Biografia
Suo padre John è stato un calciatore professionista, che ha militato nella prima divisione inglese; anche suo fratello Lee ha avuto una breve carriera professionistica. Suo figlio Jordan, a sua volta calciatore professionista, ha inoltre vestito anche la maglia della nazionale scozzese Under-21, essendo nato ad Edimburgo nel periodo in cui Paul militava nell'Hibernian.

## Carriera
Viene aggregato alla prima squadra dell'Aldershot, club di Fourth Division, all'età di 16 anni, nella stagione 1985-1986, nella quale fa anche il suo esordio tra i professionisti giocando una partita nel Football League Trophy; nell'anno seguente, in cui il club conquista la promozione in terza divisione vincendo i play-off, non scende invece mai in campo. Nella stagione 1987-1988 gioca 2 partite in Third Division, campionato in cui gioca un'ulteriore partita nella stagione successiva, la sua ultima all'Aldershot, che lascia al termine della stagione 1988-1989 dopo 4 presenze in 4 anni. Nelle 2 stagioni successive gioca a livello semiprofessionistico con Farnborough Town e Wokingham Town.
Nella seconda parte della stagione 1990-1991 viene ingaggiato dal Luton Town, club di prima divisione, con cui in questa stagione gioca una partita di campionato, a cui fa seguire un'ulteriore presenza nella prima parte della stagione 1991-1992, nella quale si trasferisce poi agli olandesi dell'Heracles Almelo, con cui totalizza 6 reti in 21 presenze nella seconda divisione locale. Torna quindi in patria e, dal 1992 al 1997, gioca per 5 stagioni consecutive nella seconda divisione inglese, prima con il Millwall e poi con il Reading. Dopo un breve periodo in prestito al Grimsby Town in terza divisione, gioca in seconda divisione anche con Crewe Alexandra e Stoke City. Passa quindi all'Hibernian, con cui nella stagione 1998-1999 vince la seconda divisione scozzese, campionato in cui gioca in prestito anche nei primi mesi della stagione 1999-2000 all'Airdrieonians. Gioca poi per un breve periodo con il Darlington nella quarta divisione inglese, per concludere definitivamente la carriera al termine della stagione 2000-2001 dopo alcune esperienze in vari club semiprofessionistici inglesi (la più significativa delle quali è costituita dalle 30 presenze fatte registrare in Football Conference, quinta divisione e più alto livello calcistico inglese al di fuori della Football League, con l'Hayes).

## Palmarès

### Club

#### Competizioni nazionali
- Scottish Championship: 1

Hibernian: 1998-1999